# منتخب غواتيمالا لكرة القدم
منتخب غواتيمالا لكرة القدم (بالإسبانية: Selección de fútbol de Guatemala) الملقب بالأزرق والأبيض وهو المنتخب الوطني في غواتيمالا ويديره اتحاد غواتيمالا لكرة القدم. لم يسبق له التأهل إلى بطولة بطولة كأس العالم لكرة القدم. أفضل انجاز حققه المشاركة في دورة الألعاب الأولمبية 3 مرات في 1968، 1976، و1988.

## وصلات خارجية
- قائمة بيانات المنتخب من الموقع الرسمي للفيفا باللغة العربية